# Gornji Meljani
Gornji Meljani est un village de la municipalité de Voćin (Comitat de Virovitica-Podravina) en Croatie. Au recensement de 2011, le village comptait 15 habitants.

## Géographie
La ville est située à une altitude de 188 km et est située à 188 km de la capitale nationale, Zagreb.

## Démographie
| 1857 | 1869 | 1880 | 1890 | 1900 | 1910 | 1921 | 1931 | 1948 |
| ---- | ---- | ---- | ---- | ---- | ---- | ---- | ---- | ---- |
| 322  | 359  | 321  | 376  | 390  | 440  | 457  | 532  | 527  |

| 1953 | 1961 | 1971 | 1981 | 1991 | 2001 | 2011 | - | - |
| ---- | ---- | ---- | ---- | ---- | ---- | ---- | - | - |
| 533  | 442  | 342  | 223  | 172  | 12   | 15   | - | - |